# Ronald Reagan Building and International Trade Center

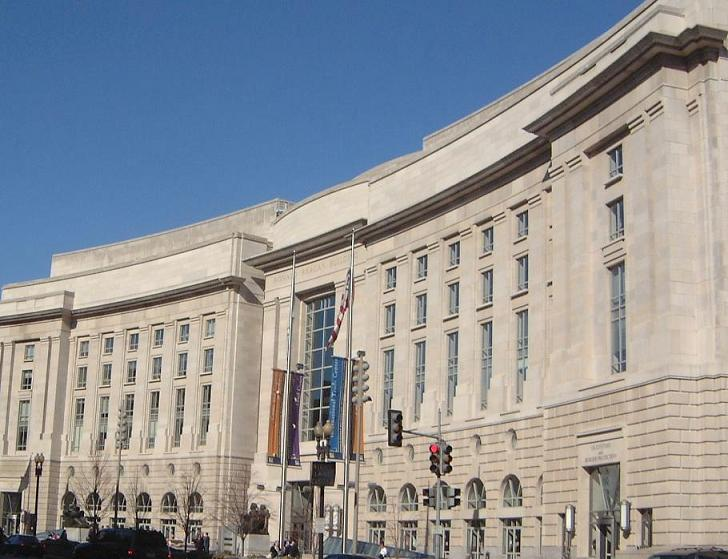
Frontansicht der Fassade

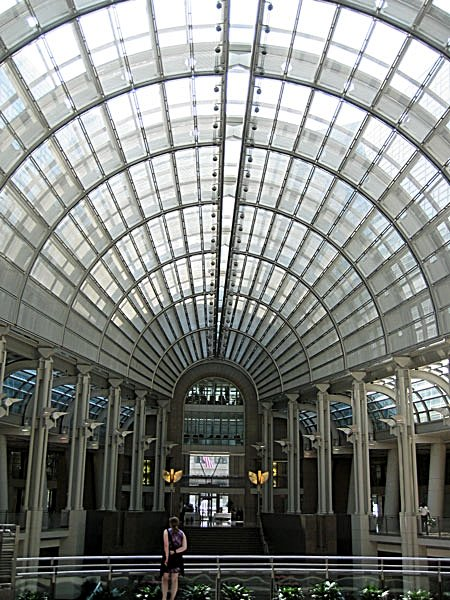
Haupttrakt (spine)

Das Ronald Reagan Building and International Trade Center im Federal Triangle, Washington, D.C., USA, ist mit einer Fläche von 944.849 Quadratmetern nach dem Pentagon das zweitgrößte Gebäude der US-Regierung und ihr erstes Gebäude für sowohl staatliche als auch private Nutzung. Es gehört als Mitglied der World Trade Centers Association (WTCA) in New York zum weltweiten Netzwerk von etwa 300 WTCs in 100 Ländern.
Es liegt in 1300 Pennsylvania Avenue im Nordwesten der Stadt, wo sich die Metrorail-Station Federal Triangle befindet. Zahlreiche Organisationen, Wirtschaftsunternehmen mit globaler Ausrichtung und Bundesbehörden (United States Agency for International Development, United States Customs and Border Protection und United States Border Patrol, Ministerium für Innere Sicherheit der Vereinigten Staaten, Woodrow Wilson International Center for Scholars und viele mehr) haben ihren Sitz oder unterhalten Büros in dem Gebäudekomplex. Dort werden zudem Messen, Kongresse, Kulturveranstaltungen, Wohltätigkeitsbälle, Konzerte sowie auch größere private Festivitäten veranstaltet.
Das Gebäude vervollständigt die 1920 begonnene Bebauung des „Federal Triangle“ der Südseite der Pennsylvania Avenue und wurde unter Leitung von James Ingo Freed (Architekturbüro Pei, Cobb, Freed and Partners) und Ellerbe Becket konstruiert. Nach einer Bauzeit von acht Jahren, von 1990 bis 1998, wurde das Gebäude vier Jahre später als ursprünglich geplant am 5. Mai 1998 von Präsident Bill Clinton seiner Bestimmung übergeben. Es war das bislang teuerste Gebäude in den Vereinigten Staaten (818 Millionen US-Dollar). Im Kongress- und Konferenzzentrum finden jährlich 1200 Veranstaltungen statt.
Verwalter ist die General Services Administration (GSA). Das Bauwerk wurde nach dem 40. Präsidenten der USA Ronald Reagan benannt, in dessen Amtszeit der Bau geplant wurde. Jährlich besuchen etwa eine Million Touristen das Bauwerk. Das angeschlossene Parkhaus ist das größte der Stadt.